# DAZN
DAZN (pronunciado /dəˈzoʊn/, fonéticamente como el inglés the zone, 'la zona') es una plataforma británica de streaming OTT de deportes y entretenimiento.Fundada en 2007 como Perform Group a través de la fusión de Premium TV Limited e Inform Group, es propiedad de Access Industries, el grupo de inversión fundado por Len Blavatnik, y tiene su sede en Londres, Inglaterra. Shay Segev es el director ejecutivo de DAZN desde enero de 2021. Los directores no ejecutivos son Lincoln Benet, John Gleasure y Guillaume D’Hauteville.
La plataforma DAZN fue fundada en 2015 y transmite deportes en vivo y bajo demanda en más de 200 países en todo el mundo con una fuerte presencia nacional en Italia, España, Alemania, Japón, Francia, Portugal, Bélgica, Taiwán, Estados Unidos y Canadá, donde tiene sus derechos de transmisión domésticos claves.Se le considera la mayor emisora deportiva digital de Europa, con más de 75 derechos de programación.En 2023 el servicio tenía 20 millones de suscriptores de pago en todo el mundo.
Fuera del streaming, DAZN se ha expandido desde entonces a las apuestas en vivo, los juegos, el comercio electrónico, la comercialización de productos y la venta de entradas, participando originalmente en la distribución de contenido, suscripción, publicidad y patrocinio, tecnología y producción, así como también posee una participación minoritaria significativa en el portal de fútbol líder Goal después de que Integrated Media Company (IMC) de TPG adquiriera una participación mayoritaria en 2020.

## Historia

### Formación y lanzamiento de la plataforma DAZN (2007-2018)
Perform Group se creó en 2007 a través de la fusión de Premium TV Limited, una cadena de transmisión de eventos deportivos, y Inform Group, una agencia de derechos deportivos digitales.
In febrero de 2011, Perform adquirió Goal.com. En 2011 y 2013, la compañía compró las empresas de datos deportivos RunningBally Opta Sports respectivamente.
En 2013, Perform Group fusionó sus negocios estadounidenses con The Sporting News para formar Sporting News Media, en la que adquirió una participación del 65%. El antiguo propietario de Sporting News, American City Business Journals, conservó el 35%.
Perform Group salió de la Bolsa de Valores de Londres en noviembre de 2014 cuando Access Industries aumentó su participación en la empresa del 42,5% al 77%.
En diciembre de 2014, Perform y la WTA anunciaron un acuerdo de medios de 10 años, en virtud del cual formarían conjuntamente WTA Media para administrar y distribuir sus derechos de emisión. En febrero de 2016, Perform Group y la FIBA anunciaron una asociación para distribuir y vender los derechos de transmisión de sus competiciones de baloncesto.
En febrero de 2016, Perform Group anunció la adquisición de los derechos exclusivos de transmisión mundial de la J. League del fútbol japonés en virtud de un contrato de 10 años por ¥210 mil millones ($2 mil millones de dólares), sucediendo al acuerdo de ¥5 mil millones de la liga con SKY Perfect. Según el nuevo contrato, todos los partidos de las tres divisiones de la J. League (J1, J2 y J3) se transmitirían bajo su nueva marca DAZN a partir de 2017. La liga describió el contrato como el acuerdo de derechos de transmisión más grande en la historia del deporte japonés. En marzo de 2023, DAZN extendió su acuerdo con la J.League hasta 2033.
En agosto de 2016, Perform Group lanzó DAZN en Austria, Alemania, Japón y Suiza.Los medios de comunicación de la época lo describieron como el "Netflix del deporte".
En julio de 2017, DAZN anunció que se expandiría a Canadá, después de haber adquirido los derechos de transmisión over-the-top de la National Football League en Canadá, incluido el NFL Game Pass y acceso a NFL RedZone.En agosto de 2017, la empresa llegó a un acuerdo para sublicenciar contenido de beIN Sports Canada, incluidos partidos seleccionados de la UEFA Champions League y la UEFA Europa League, así como otros derechos deportivos internacionales. El 20 de noviembre de 2017, DAZN adquirió los derechos canadienses de los eventos de la Federación Internacional de Baloncesto (FIBA).
En febrero de 2018, DAZN obtiene la sublicencia de los derechos japoneses de la B.League, Nippon Professional Baseball, LaLiga y la Premier League por parte de Softbank.
En febrero de 2018, DAZN adquirió los derechos de transmisión canadiense de los Juegos de la Mancomunidad de 2018 y absorbió el servicio digital fuera de mercado de la Major League Soccer MLS Live, con transmisión en vivo y a pedido de partidos con equipos estadounidenses.El soporte de Roku para dicho serivicio se llevó a cabo más tarde ese mismo mes.En marzo, DAZN llegó a un acuerdo de sindicación para transmitir contenido de Pac-12 Network mediante el servicio en Canadá.
En mayo de 2018, DAZN anunció que había adquirido los derechos canadienses exclusivos de la UEFA Champions League y la Europa League, a partir de la temporada 2018-19 y en sustitución de TSN. En abril de 2019, DAZN anunció que había adquirido los derechos canadienses de la Premier League, reemplazando a Sportsnet y TSN, en virtud de un acuerdo de tres años.

### Expansión en EE. UU., lanzamiento de deportes de combate y reestructuración corporativa (2018)
En mayo de 2018, DAZN anunció su expansión a los Estados Unidos y la firma de un acuerdo de transmisión con Matchroom Boxing.El acuerdo con Matchroom se firmó por un período inicial de dos años con opción a una extensión de seis años.El presidente de Matchroom, Eddie Hearn, dijo que el trato era "un acuerdo innovador en la historia del boxeo".
Ese mismo mes, el expresidente de ESPN, John Skipper, asumió el cargo como presidente ejecutivo de Perform Group.Más tarde se convirtió en el primer director ejecutivo de DAZN.
En junio de 2018, DAZN anunció un acuerdo de derechos de transmisión por cinco años con Bellator, la promoción de artes marciales mixtas propiedad de Viacom, que incluía los EE. UU. y todas las demás regiones a las que DAZN presta servicios actualmente. Los derechos incluyen siete eventos exclusivos por año, así como todos los eventos televisados por Paramount Network.
DAZN se lanzó oficialmente en los EE. UU. en septiembre de 2018 antes de su primer evento de boxeo, el de Anthony Joshua contra Alexander Povetkin, el 22 de septiembre. Su contenido de lanzamiento también incluyó la World Boxing Super Series, así como la Liga de Campeones de la AFC, la Primera División chilena, la J-League y otros contenidos.El equipo de transmisión de DAZN para sus eventos de boxeo en Estados Unidos está liderado por "Sugar" Ray Leonard y Brian Kenny en la transmisión en directo, con LZ Granderson como reportero en el ring y Michael Buffer como locutor del ring. Buffer apareció en una campaña de marketing para el servicio en territorio estadounidense, en la que contrastaba su modelo de negocio con el pago por visión.
En septiembre de 2018, la empresa matriz de DAZN, Perform Group, se sometió a una reorganización, y su negocio de datos deportivos se transformó en una segunda empresa conocida como Perform Content (que luego se vendió a Vista Equity Partners y se fusionó con STATS LLC en 2019 para formar Stats Perform, y sus propiedades de consumo (incluido el propio DAZN, así como varios sitios web de noticias deportivas de propiedad conjunta) se mantuvieron como DAZN Group y luego se informó que esto fue en preparación para una posible venta de este último para ayudar a financiar las operaciones de DAZN.
En octubre de 2018, DAZN anunció que había firmado un contrato de cinco años y 11 peleas con el boxeador mexicano Canelo Álvarez valorado en un mínimo de 365 millones de dólares, comenzando con su entonces próxima pelea contra Rocky Fielding en diciembre por el título supermediano de la AMB. Álvarez estaba previamente alineado con HBO, que había anunciado que descontinuaría las transmisiones de boxeo. El contrato superó el acuerdo de 325 millones de dólares de Giancarlo Stanton con los Marlins de Miami como el contrato de mayor valor de un solo atleta conocido en el deporte en ese momento.
En noviembre de 2018, la Major League Baseball anunció una asociación de contenido de tres años con DAZN, que incluía momentos destacados bajo demanda y ChangeUp, un programa de estudio nocturno en vivo que presentaba avances y análisis.Justo antes del inicio de la temporada 2020, DAZN canceló la programación relacionada con la MLB debido a las tensiones financieras causadas por la pandemia de COVID-19.
En diciembre de 2018, se estimó que DAZN valía £3 mil millones: el Evening Standard lo describió como uno de los pocos "unicornios" tecnológicos del Reino Unido.

### Lanzamiento en Europa y Asia (2018-2020)
DAZN se lanzó en Italia en agosto de 2018, con una adquisición de los derechos exclusivos para 114 partidos de la Serie A a partir de la temporada 2018-19 y otros derechos nacionales en el lanzamiento, incluida la Copa de Campeones Europeos de Rugby, el Showtime Championship Boxing, la programación de la UFC y el Campeonato Mundial de Rally.En septiembre, DAZN anunció que para mejorar la accesibilidad de sus derechos de la Serie A, comenzaría a ofrecer un canal lineal por suscripción en el servicio satelital de Sky Italia.
En enero de 2019, DAZN adquirió los derechos para transmitir la Copa Asiática 2019 en Canadá y Estados Unidos.En marzo de 2019, DAZN duplicó su costo mensual en Estados Unidos, pero también introdujo una nueva opción anual con descuento.
DAZN se lanzó en España en febrero de 2019, convirtiéndose en su octavo mercado. El servicio se puso en marcha con una lista de contenidos deportivos prémium exclusivos que incluían MotoGP, Moto 2 y Moto3 (2019-2022), Euroliga, EuroCup y la Premier League. Otros derechos eran la FA Cup, la EFL Cup, la Copa Italia y la Supercopa Italiana, el EFL Championship, UFC, Golden Boy, Matchroom Boxing y PDC Darts.
El 8 de marzo de 2019, DAZN firmó un contrato de tres años y seis peleas con Gennady Golovkin, según el cual transmitiría dos peleas por año. El contrato también incluía dos carteleras por año de GGG Promotions de Golovkin a partir de 2020. El acuerdo comenzó con su pelea de junio de 2019 contra el boxeador canadiense Steve Rolls. El promotor de Golovkin explicó que la elección de un boxeador canadiense tenía como objetivo ayudar a fomentar las suscripciones a DAZN en el país.Golovkin citó la "visión global" de la emisora como influencia en la decisión.El 13 de marzo de 2019, DAZN reorganizó la división Perform Media en DAZN Media con el manejo de las ventas de publicidad y patrocinio para las operaciones globales de DAZN, incluido el programa "DAZN+" (que coordina "comunicaciones personalizadas" entre sus socios y suscriptores) y DAZN Player (anteriormente ePlayer), el servicio de contenido de video sindicado del grupo.
En abril de 2019, DAZN estrenó un nuevo programa, Da Pull Up, presentado por Akin "Ak" Reyes y Barak Bess, y estrenó el primer episodio de 40 Days, una docuserie que narra los preparativos para la pelea de Canelo Álvarez contra Daniel Jacobs.
En mayo de 2019, el servicio anunció una expansión a Brasil como su noveno mercado, adquiriendo los derechos de la Copa Sudamericana, el Campeonato Brasileiro Série C y otras competiciones internacionales de fútbol, entre otras propiedades.
En julio de 2019, DAZN también llegó a un acuerdo de distribución con Eurosport en Austria, Alemania, Italia y España, lo que permite a los suscriptores de DAZN acceder a la programación deportiva en directo y a la carta de Eurosport en estas regiones. Además, DAZN sublicencia 45 partidos de la Bundesliga de Eurosport en Alemania y Austria durante las dos próximas temporadas, de los cuales 39 serían exclusivos del servicio.
En julio de 2019, el ex pateador de los Indianapolis Colts y personalidad de la WWE Pat McAfee firmó un acuerdo de contenido con DAZN, que agregó transmisiones simultáneas de televisión de su podcast y The Pat McAfee Show al servicio, así como contribuciones para compartir contenido para los derechos de la NFL de DAZN.DAZN y McAfee finalizaron su asociación de transmisión en mayo de 2020.

### Lanzamiento global y nombramiento de Shay Segev (2020-2021)
En marzo de 2020, DAZN anunció que se expandiría a 200 países adicionales en todo el mundo, con un enfoque inicial en brindar una distribución más amplia a su catálogo de boxeo y contenido original.
Como la pandemia de COVID-19 provocó una suspensión generalizada del deporte internacional, DAZN declaró a finales de marzo de 2020 que no pagaría a los titulares de derechos lo correspondiente por contenido que no se hubiera entregado según sus respectivos contratos.En mayo de 2020, el Financial Times informó que DAZN estaba buscando más inversiones para asegurar el futuro del negocio, que se había visto afectado por la pandemia de COVID-19.
En septiembre de 2020, DAZN extendió su acuerdo de transmisión con Eurosport hasta agosto de 2023 y agregó a Suiza al acuerdo.
En octubre de 2020, llegó a un acuerdo para vender participaciones en Goal, Spox y VoetbalZone a Integrated Media Company (IMC), una propiedad de TPG Capital y en diciembre de 2020 vendió Sporting News a PAX Holdings.
En enero de 2021, el ex director ejecutivo de Entain, Shay Segev, fue nombrado nuevo director ejecutivo de DAZN, después de haber actuado junto al fundador James Rushton durante los seis meses anteriores.
En marzo de 2021, el exejecutivo de Walt Disney Direct-to-Consumer & International Kevin A. Mayer se convirtió en presidente de DAZN, reemplazando a John Skipper.Ese mes, DAZN consiguió los derechos exclusivos de transmisión de la Serie A TIM en Italia y los derechos de LaLiga en España.
DAZN anunció un acuerdo de cinco años con Matchroom Sport en junio de 2021.También anunció un acuerdo de transmisión global de cuatro años para la Liga de Campeones Femenina de la UEFA (fuera de China, Medio Oriente y el Norte de África) en el cual se asociaría con YouTube para transmitir simultáneamente 61 partidos durante las temporadas 2021-22 y 2022-23.
En julio de 2021, la empresa acordó un contrato de ocho años por los derechos de la Liga de Empoderamiento de Mujeres de Japón.
En octubre de 2021, DAZN lanzó su reproductor de video propietario, Mercury.
En noviembre de 2021, la empresa lanzó DAZN X, su sección de innovación.En diciembre de 2021, DAZN recibió el premio a la Aplicación del año 2021 de Apple TB.

### Diversificación de la plataforma DAZN y expansión continua (2022-2024)
En 2022, DAZN comenzó a diversificar su plataforma más allá de la transmisión de deportes para incluir una variedad de otros entretenimientos deportivos, incluida la venta de entradas y mercadería, tokens deportivos no fungibles (NFT), juegos y apuestas.
DAZN Moments se lanzó el 24 de marzo de 2022, pero más tarde DAZN publicó un aviso específico en su sitio web indicando que el servicio finalizaría el 30 de noviembre de 2023 y que no se permitirían más compras ni ventas. Los clientes ya no tendrían DAZN Moments después del 14 de marzo de 2024.Según se informa, los NFT de DAZN lanzados junto con la pelea de Canelo Álvarez contra Billy Joe Saunders no generaron ganancias.
En abril de 2022, DAZN lanzó "DAZN Bet" en el Reino Unido y firmó una asociación estratégica con Pragmatic Group para desarrollar su producto de apuestas deportivas. Shay Segev, CEO de Dazn, afirmó: “La convergencia de los medios deportivos y las apuestas es el futuro”.
En mayo de 2022, DAZN firmó un acuerdo para transmitir Red Bull TV, incluido contenido en vivo y bajo demanda.Ese mismo mes, DAZN firmó un contrato de cuatro eventos con Misfits Boxing de KSI, llevando carteleras bajo la marca "MF & DAZN: X Series".
En junio de 2022, DAZN anunció un acuerdo de transmisión global con el boxeador británico Anthony Joshua, que comenzaría con su revancha del 20 de agosto contra Oleksandr Usyk en Arabia Saudita. Se informó que el acuerdo estaba valorado en £100 millones por año, y que Joshua también se convertiría en embajador de marca de DAZN.
En julio de 2022, Segev declaró que había planes para agregar más funciones interactivas a la plataforma, como las "watch party", transmisiones alternativas de eventos e integración de apuestas deportivas.
En septiembre de 2022, DAZN anunció que adquiriría la emisora deportiva Eleven Group, ampliando su posición en partes de Asia y Europa, y en los derechos y tecnologías de transmisión deportiva global.La adquisición se concretó posteriormente en febrero de 2023.Los detalles de la adquisición se incluyeron en las cuentas publicadas de DAZN Group, indicando que Eleven fue adquirida solo sobre la base de acciones, mientras que se le proporcionaron a Eleven una financiación de 35 millones de libras sujeta a una tasa de interés anual del 14%.
En 2022, la empresa lanzó DAZN Store en Alemania, su plataforma de comercio electrónico en línea de productos para fanáticos.Ese mismo año, DAZN reportó ingresos por 2300 millones de dólares, un aumento de más del 70% respecto a 2021, convirtiéndose en la aplicación deportiva con mayor recaudación del mundo.
En enero de 2023, DAZN firmó un acuerdo de cinco años con KSI y Misfits Boxing, y un acuerdo de varios años con All Elite Wrestling (AEW) para transmitir su programación en 42 territorios asiáticos y europeos.En febrero de 2023, DAZN anunció que había adquirido los derechos globales del servicio Game Pass de la NFL fuera de EE. UU. y China en virtud de un acuerdo de 10 años a partir de la temporada 2023 de la NFL; se vendería como un servicio de suscripción independiente en la plataforma DAZN.
En enero de 2023, DAZN Group y Amazon acordaron un acuerdo de distribución global para el servicio de streaming DAZN en la plataforma Prime Video Channels de Amazon.
En mayo de 2023, DAZN lanzó dos nuevos canales FAST globales, DAZN Combat y DAZN Women’s Football, que estarían disponibles a nivel mundial a través de LG, Samsung TV Plus y VIDAA.
En julio de 2023, DAZN anunció una asociación con DAIMANI para lanzar un producto de venta de entradas integrado para los suscriptores del servicio.Ese mismo mes, también se lanzó la plataforma en Bélgica, Portugal y Taiwán, realizando la transición desde los antiguos servicios de Eleven Sports.
En junio de 2024, se confirmó que la plataforma había renovado los derechos de transmisión de la Ligue 1 durante tres temporadas más en Alemania y Austria así como que los había adquirido por primera vez en Suiza. Más tarde, en julio, se reveló que el servicio se había hecho con los derechos de la mayoría de los partidos de la mencionada primera división francesa en Francia.
En agosto de 2023, se anunció que DAZN había adquirido la plataforma de transmisión de fútbol femenino con sede en EE. UU., ATA Football.En ese mismo mes DAZN también se lanzó en Francia, y la compañía llegó a un acuerdo de sublicencia con Canal+ para transmitir partidos semanales de la Ligue 1 en el servicio y ofrecer la distribución de un canal de TV lineal DAZN 1 para los clientes de Canal+.La empresa también anunció una asociación de cinco años con el minorista estadounidense de productos deportivos Fanatics, Inc.

### Inversiones saudíes (2024-presente)
En octubre de 2024, DAZN llegó a un acuerdo con la Autoridad General de Entretenimiento de Arabia Saudita, otorgándole derechos exclusivos (coexclusivos dentro de la región MENA) para los eventos de la temporada de Riad y derechos internacionales fuera de África del norte y Medio Oriente para su programación de eventos de boxeo. El acuerdo se produjo en medio de rumores de que el Fondo de Inversión Pública Saudí (PIF) buscaba adquirir una participación en DAZN; el PIF declaró que "no tiene planes actuales de invertir en la empresa". El 4 de diciembre de 2024 se confirmó, que la plataforma había adquirido los derechos de emisión de la Copa Mundial de Clubes de la FIFA 2025 a nivel mundial de forma gratuita.
En febrero de 2025, se informó que Surj Sports Investment, la división deportiva del Fondo de Inversión Pública de Arabia Saudita, había acordado invertir 1000 millones de dólares estadounidenses en DAZN por una participación inferior al cinco porciernto. El acuerdo se cerró semanas después de que DAZN Group, cuyas pérdidas han superado los 1000 millones de dólares anuales desde 2019, se hiciera con los derechos para emitir la Copa Mundial de Clubes de la FIFA 2025, y la FIFA adjudicara los derechos de organización de la Copa Mundial de Fútbol de 2034 a Arabia Saudita como único licitador del torneo.
En marzo de 2025, DAZN anunció un acuerdo de transmisión para LIV Golf, respaldado por Arabia Saudita, que abarca 200 territorios, con derechos exclusivos en Austria, Bélgica, Canadá, Francia, Alemania, Italia, Japón, Portugal y Suiza; este acuerdo hará que DAZN aloje la plataforma FAST de la liga, LIV Golf+, y desarrolle una oferta por suscripción.
En junio de 2025, DAZN consiguió la sublicencia por parte de TelevisaUnivision de los derechos de transmisión en español en los Estados Unidos de 38 partidos de la Liga de Campeones de la UEFA por temporada; el paquete también incluye partidos de la Liga Europa y derechos de emisión simultánea para dos encuentros de cuartos de final, las semifinales y la final —la mayoría de estos partidos habían sido asignados originalmente a su propio servicio de streaming Vix—. El acuerdo se prolonga hasta 2027, cuando el contrato de TelevisaUnivision con la UEFA expira; DAZN había sublicenciado previamente los derechos televisivos en español para territorio estadounidense de la Copa Mundial de Clubes a TelevisaUnivision.

## Controversias

### Problemas técnicos
El primer fin de semana de la Liga J en DAZN vio múltiples fallos, entre ellos el amortiguamiento y otros problemas técnicos. El fundador James Rushton viajaría a Japón para disculparse en persona. 
El lanzamiento de la plataforma en Canadá se encontró con calidades de transmisión inconsistentes, almacenamiento en búfer y latencia entre el streaming y las emisiones de televisión.  DAZN se disculpó por el «servicio inadecuado» que estaba brindando y declaró que estaba trabajando para rectificarlo. Como resultado, DAZN comenzó a distribuir el NFL Sunday Ticket a proveedores de televisión en octubre de 2017, como ya había acontecido anteriormente.
La transmisión de DAZN de la pelea de boxeo Canelo Álvarez vs. Daniel Jacobs, llevada a cabo el 4 de mayo de 2019, recibió numerosas quejas por su calidad de imagen y tuvo señalamientos de que los comentaristas mostraban favoritismo. 
En España, Orange S.A. buscó llegar a un acuerdo después de que las fallas técnicas de DAZN impidieran la transmisión de los partidos de LaLiga tanto a Orange como a Movistar; además de incurrir en costes adicionales de infraestructura. 

### Serie A en Italia
En septiembre de 2021, el grupo de consumidores italiano Codacons amenazó con presentar una demanda colectiva contra DAZN para revocar sus derechos de transmisión de la Serie A del fútbol italiano, tras las quejas por intereupciones del servicio. El regulador italiano de telecomunicaciones AGCOM y el organismo antimonopolio del país abrieron investigaciones al respecto. La subsecretaria italiana de deporte, Valentina Vezzali, declaró: «Estamos vigilando la situación para que todo pueda resolverse en beneficio de los usuarios, que son los que quieren ver a sus equipos en televisión y animar a su equipo favorito». 
DAZN continúo sufriendo problemas técnicos durante la jornada inaugural de la Serie A en agosto de 2022, y fue condenado por múltiples políticos italianos y la organización italiana de protección al consumidor Udicon.  AGCOM también intervino, lo que llevó a DAZN a emitir una disculpa y a ofrecer compensaciones a los clientes afectados. 
En enero de 2023, DAZN acordó tomar medidas urgentes para mejorar su servicio en Italia, después de que sus ejecutivos fueran convocados a una reunión con los ministros del gobierno italiano Adolfo Urso y Andrea Abodi. 

### Ética empresarial
DAZN ha sido acusado de una conducta empresarial poco ética. 
En 2023, su suscripción mensual se anunciaba a 19,99 dólares estadounidenses al mes; sin embargo, los suscriptores se encontraban encerrados en un contrato de 12 meses (cuyos detalles se divulgaban en letra pequeña) y no se les permitía cancelar hasta que éste finalizara. El plan de suscripción mensual, llamado «Flexible Pass» y con un precio de $24.99 al mes, requería 30 días de antelación a la cancelación. De lo contrario, el servicio continuaría durante 30 días más a partir de la cancelación del usuario, y se le cobraría de forma proporcional por el tiempo adicional fuera del ciclo de facturación. Únicamente la suscripción anual se cancelaría al final del ciclo de facturación, independientemente de cuándo el usuario se dé de baja. 
DAZN fue demandada por la Asociación Federal Alemana de Organizaciones de Consumo (VZBV) por el supuesto uso de cláusulas contractuales no transparentes que permitieron a la plataforma realizar cambios contractuales excesivos, incluyendo ajustes de precios. El Tribunal Regional de Múnich I estuvo de acuerdo en gran medida con la VZBV, defendiendo muchas de las denuncias.

## Soporte
DAZN está disponible en calidad 1080p HD en una amplia variedad de dispositivos, incluyendo ordenadores portátiles y de sobremesa, dispositivos móviles, tabletas, decodificadores, televisores inteligentes y consolas de videojuegos. La aplicación DAZN está disponible para dispositivos móviles y tabletas Android a través de la tienda Google Play (versión 4.4 y superior) y en dispositivos iOS con iOS 8.0+, incluido iPhone y iPad. DAZN también está disponible en dispositivos conectados que incluyen Amazon Fire TV, Fire TV Stick y Android TV.
| Producto                         | Fabricante | Tipo                    |
| -------------------------------- | ---------- | ----------------------- |
| Apple TV                         | Apple      | Concentrador multimedia |
| PlayStation 3                    | Sony       | Videoconsola            |
| PlayStation 4                    | Sony       | Videoconsola            |
| PlayStation 5                    | Sony       | Videoconsola            |
| Amazon Fire TV                   | Amazon     | Concentrador multimedia |
| Amazon Fire TV Stick             | Amazon     | Concentrador multimedia |
| LG Smart TV - webOS              | LG         | Smart TV                |
| LG Smart TV - Netcast (+2014)    | LG         | Smart TV                |
| Samsung Smart TV - Tizen         | Samsung    | Smart TV                |
| Samsung Smart TV - Orsay (+2014) | Samsung    | Smart TV                |
| Android TV                       | Google     | Concentrador multimedia |
| Panasonic Smart TVs (2014+)      | Panasonic  | Smart TV                |
| Panasonic Firefox OS             | Panasonic  | Smart TV                |
| Xbox One                         | Microsoft  | Videoconsola            |
| Chromecast                       | Google     | Concentrador multimedia |
| Sony Smart TV                    | Sony       | Smart TV                |
| Roku TV (Canadá)                 | Roku       | Smart TV                |
| Roku Player (Canadá)             | Roku       | Concentrador multimedia |
| Movistar Plus+                   | Movistar   | Concentrador multimedia |